# Орден на Сион
Орденът на Сион (от френски: Prieuré de Sion, „Prieuré“ – манастир и „Sion“ – Сион) е име на организация, която е основана от монархиста Пиер Плантар (Pierre Plantard) през 1956 г. в Анмас (Annemasse), департамент От Савоа.
Организацията издава за известно време списанието „Сиркюи“ (Circuit) и е активна в региона за около година. Плантар се опитва през 1960-те години в Париж да възроди тази организация като тайна ложа и издава подправени документи с предистория, според която тя била основана по време на първия кръстоносен поход на Готфрид фон Буюн (Gottfried von Bouillon) в Йерусалим и известни исторически личности се брояли към нейните членове като Леонардо да Винчи, Исак Нютон и Виктор Юго.
Организацията се споменава в различни конспиративни теории и е представена като древен религиозен орден в бестселъра „Шифърът на Леонардо“ на американския писател Дан Браун.

## История
Орденът на Сион е братство, основано в Annemasse (Франция) през 1956 г. Основателите на Ордена вписват както истинските си имена, така и псевдонимите си в регистрационния документ: Пиер Плантар – известен и като Ширан (Chyren), Андре Боном – известен и като Стани Бела (Stanis Bellas). Андре Боном е президент, а Пиер Плантар е генерален секретар на братството. Документът съдържа още имената на Джин Делевал – вицепрезидент, и Арман Дефаго – касиер (кралски ковчежник).
За кратко издават списание Circuit, а офисът им се намира в апартамента на Плантар, от където издават и списанието. Името на ордена е базирано на популярна хълмиста местност, разположена северно от Annemasse, известна като Mont Sion, където основателите желаят да основат Отстъпателен център.
Законите и целите на Ордена на Сион са да подкрепят и насърчават членовете учение.